# Hermann Föttinger
Hermann Föttinger (ur. 9 lutego 1877 w Norymberdze (Królestwo Bawarii), zm. 28 kwietnia 1945 w Berlinie (III Rzesza)) – niemiecki inżynier i uczony w dziedzinie hydrodynamiki i napędu statków.

## Życiorys
Jego rodzicami byli właściciel hotelu Carl Föttinger i Marie Föttinger z domu Barthelmeß.
Po ukończeniu gimnazjum realnego w Norymberdze w 1895, uzyskał w 1899 dyplom po ukończeniu studiów w zakresie inżynierii elektrycznej na Politechnice w Monachium. Bardzo duży wpływ wywarły na niego wykłady z inżynierii mechanicznej, które wygłaszał August Otto Föppl.
Po studiach podjął pracę inżyniera-mechanika w szczecińskiej stoczni Vulcan AG. Zarazem pracował nad doktoratem, który obronił w 1904 na macierzystej uczelni w Monachium. Dotyczył on metody pomiaru momentu obrotowego silników okrętowych. Föttinger odkrył niedoskonałości hydrodynamiczne dotychczasowych pomp wirowych i dzięki temu mógł skonstruować swój najważniejszy wynalazek - transformator Föttingera, czyli przekładnię hydrokinetyczną. Umożliwiła ona bezpośrednie napędzanie śrub okrętowych turbinami parowymi w czasach, gdy stosowne przekładnie zębate jeszcze nie istniały. Dzięki wiedzy i umiejętnościom konstruktora, wydajność energetyczna przekładni osiągała 90%.
W 1909 Föttinger został powołany na stanowisko profesora zwyczajnego na Politechnice Gdańskiej, gdzie zainicjował badania w dziedzinie mechaniki płynów, choć jego głównym obszarem pozostała budowa statków. Wykładał na niej do 1924, z krótką przerwą w czasie I wojny światowej, kiedy to ochotniczo pracował jako inżynier w stoczni wojennej w Kilonii. W 1924 objął stanowisko profesora zwyczajnego Politechniki Berlińskiej, pierwszego powołanego na katedrę  mechaniki płynów i budowy turbin, które piastował do końca życia.
Zginął jako cywilna ofiara ostrzału artyleryjskiego w czasie bitwy o Berlin, trafiony odłamkami pocisku. Został pochowany na cmentarzu w Wilmersdorfie.

## Osiągnięcia
Föttinger uzyskał ponad 100 patentów na swoje wynalazki. Oprócz przekładni hydraulicznej (transfromatora Föttingera), która jest uważana za najważniejszy z nich, miał także wkład w badania nad napędem śmigłowym i wywarł wpływ na konstrukcję stworzonego przez Franza Kruckenberga napędzanego śmigłem pociągu wielkiej prędkości Schienenzeppelin.

## Życie prywatne
Od 1920 jego żoną była Ella Margarete z domu Schulz, primo voto Fügner; małżeństwo zakończyło się rozwodem w 1926. W następnym roku poślubił Klarę Katharinę z domu Künstler, primo voto Grau; ich małżeństwo zostało unieważnione w 1933.

## Wyróżnienia i upamiętnienia
Otrzymał tytuł honorowego członka Politechniki Gdańskiej, srebrny i później złoty medal Stowarzyszenia Budowy Statków oraz medal Goethego w dziedzinie sztuki i nauki, przyznawany z fundacji kanclerza Hindenburga.
Jego imieniem nazwano w 1946 „Hermann Föttinger Institut für Strömungsmechanik” oraz zespół mieszczących go budynków Politechniki Berlińskiej   (instytut w 2006 przemianowano na „Institut für Strömungsmechanik und Technische Akustik”). Jego nazwiskiem nazwano ulice w Hamburgu (1952), Berlinie (1977) i Norymberdze (2015).